# Volonté de puissance
La volonté de puissance (Wille zur Macht [ˈvɪlə tsuːɐ̯ maχt]) est un concept de philosophie qui désigne, chez Friedrich Nietzsche, l'« essence la plus intime de l'Être ». Il s'agit d'une pulsion fondamentale de l'homme qui cherche l'accroissement de la puissance. La volonté de puissance peut être positive, c'est-à-dire créatrice, exaltant la vie, ou alors négative, c'est-à-dire être animée par le ressentiment, la haine, la volonté de nuire ou de dégrader.
La volonté de puissance s'inscrit dans l'anthropologie de Nietzsche, selon laquelle l'humain est l'ensemble de ses pulsions hiérarchisées de manière plus ou moins stable. Chaque pulsion interprète la force des autres pulsions et agit en conséquence, tentant de monter dans la chaîne de commandement. Il faudrait donc parler des volontés de puissance. Au singulier, ce concept s'applique à la synthèse accomplie au niveau de l'individu.
Ce concept, quoique très commenté, n'a jamais été défini de manière systématique dans l'œuvre de Nietzsche. Il a par conséquent suscité des interprétations diverses et contradictoires. On le trouve notamment dans ses Fragments posthumes, bien que l'expression soit déjà présente dans des œuvres publiées, notamment Ainsi parlait Zarathoustra, Par-delà le bien et le mal et Généalogie de la morale.
Le concept de Volonté de puissance est, pour de nombreux commentateurs (Heidegger ou M. Haar, par exemple), l'un des concepts centraux de la pensée de Nietzsche, dans la mesure où il est pour lui un instrument de description du monde, d'interprétation de phénomènes humains comme la morale et l'art (interprétation connue sous le nom de généalogie), et d'une réévaluation de l'existence visant un état futur de l'humanité (le Surhomme). C'est pourquoi il est souvent utilisé pour exposer l'ensemble de sa philosophie.
L'expression a donné lieu à un projet de livre, intitulé La Volonté de puissance. Essai d'inversion de toutes les valeurs, abandonné à la fin de l'année 1888, et à plusieurs compilations de fragments présentés comme son œuvre principale et aujourd'hui considérés comme des falsifications.

## Concept
L'expression Volonté de puissance (Wille zur Macht) apparaît pour la première fois dans un fragment posthume de 1876-1877. Nietzsche utilise l'expression d'« aspiration à la puissance » (Verlangen nach Macht) dans Le Gai Savoir. L'expression correspond alors à une velléité de puissance.
L'expression « Volonté de puissance » apparaît ensuite dans Ainsi parlait Zarathoustra, dans la section Du dépassement de soi-même du livre II. Il ne s'agit plus alors seulement de velléité de puissance, mais d'un concept appliqué à la vie entière. Le passage suggère qu'il y a volonté de puissance partout où il y a de la vie, et que la volonté de vie n'existe pas ; car ce qui n'est pas ne peut pas vouloir, et ce qui est la vie ne peut désirer ce qui est déjà acquis.
C'est dans Par-delà le bien et le mal que l'expression est la plus développée, apparaissant dans 11 aphorismes. 
Dans Généalogie de la morale, la volonté de puissance est qualifiée d'« essence de la vie » (Deuxième dissertation, §1).
Cette idée reprise dans le fragment publié au §697 de La Volonté de puissance, qui affirme la notion comme « essence la plus intime de l'être », ce sur quoi reviennent plusieurs fragments posthumes,. C'est dans ce dernier ouvrage que Nietzsche définit la volonté de puissance comme double : à une volonté de puissance créatrice, celle des forts et des individualités créatrices, s'oppose la volonté de puissance négative, animée par la haine, le ressentiment, et qui est la volonté de puissance des esclaves. Il soutient que la volonté de puissance est « l'essence la plus intime de l'Être ».
L'expression revient enfin dans L'Antéchrist : « là où la volonté de puissance fait défaut, il y a déclin ».

## Volonté vers la puissance
Par la notion de « volonté de puissance », Nietzsche entend proposer une interprétation de la réalité dans son ensemble.

### Traits généraux
Volonté de puissance est la traduction devenue usuelle de l'expression allemande Wille zur Macht. Cette expression forgée par Nietzsche signifie littéralement « volonté vers la puissance », ce qui met en évidence l'utilisation du datif allemand pour exprimer une tension interne dans l'idée même de volonté. En effet, il ne s'agit pas de vouloir la puissance comme si, dans une conception psychologisante, la puissance était un objet posé à l'extérieur de la volonté. Nietzsche écarte ce sens traditionnel de la notion de volonté, et lui substitue l'idée qu'il y a quelque chose dans la volonté qui affirme sa puissance. Dans cette idée, la volonté de puissance désigne un impératif interne d'accroissement de puissance, une loi intime de la volonté exprimée par l'expression « être plus » : cet impératif pose alors une alternative pour la Volonté de puissance, devenir plus ou dépérir.
Cette conception de la volonté et de la puissance conduit à exclure le recours à des notions comme l'« unité » et l'« identité » pour décrire ce qui existe et en déterminer l’essence : si tout ce qui est Volonté de puissance doit devenir plus, il n'est en effet pas possible pour un être de demeurer dans ses propres limites. La notion de Volonté de puissance ne désigne donc ni ne constitue l’unité ou l’identité d’une chose. Au contraire, pour toute réalité, être « volonté de puissance », c'est ne jamais pouvoir être identique à soi et être toujours porté au-delà de « soi ».
Ce devenir plus, cette manière de devoir toujours aller au-delà de soi, n'est cependant pas arbitraire, mais se produit selon une orientation, que Nietzsche nomme structure, et qui est donc une structure de croissance qui définit et fait comprendre comment une réalité devient ; c'est cette structure qui est sa réalité agissante, individuelle, qui est sa volonté de puissance :

« Le nom précis pour cette réalité serait la volonté de puissance ainsi désigné d'après sa structure interne et non à partir de sa nature protéiforme, insaisissable, fluide. »

— Par-delà le bien et le mal, § 36
Ce mouvement se conçoit en outre pour Nietzsche comme une exigence d'assimilation, de victoires contre des résistances : cette idée introduit l'idée de « force ». La volonté de puissance est ainsi constituée de forces dont elle est la structure. La Volonté de puissance s'accroît ainsi par l'adversité des forces dont elle est constituée, ou décroît en cherchant cependant toujours d'autres moyens de s'affirmer.
Cette idée de structure d'une Volonté de puissance, qui en fait une ontologie de la relation, possède également une dimension pathologique associée au sentiment de puissance que Nietzsche avait commencé à thématiser dès Aurore.

«  La vie  […] tend à la  sensation d'un maximum de puissance ; elle est essentiellement l'effort vers plus de puissance ; sa réalité la plus profonde, la plus intime, c'est ce vouloir. »

Cette dimension affective est présente en tout vivant, mais Nietzsche l’étend également à l’inorganique, conçu comme une forme plus rudimentaire de Volonté de puissance. Cette affectivité introduit dans l’idée de volonté de puissance (organique ou inorganique) une dimension affective fondamentale (désignée par le terme de pathos), qui ne relève pas de l'expression d'un jeu de forces structurées, mais d’une disposition inhérente à toute Volonté de puissance à se déployer d'une certaine manière :

« La volonté de puissance ne peut se manifester qu'au contact de résistances ; elle recherche ce qui lui résiste. »

Ainsi se trouvent liées en une même notion les idées d'être plus (extériorisation ou manifestation de la volonté de puissance), de structure (relations entre des forces) et d'affectivité.

### Le mot de l'être
Devenir plus, structure et pathos sont les principales qualités que Nietzsche attribue à une Volonté de puissance. Ces qualités permettent de décrire ce qui est. La Volonté de puissance décrit donc de cette manière toute la réalité. Elle n'est pourtant pas un principe ; structure et être plus de ce qui devient, elle n'en est pas en effet l'origine radicale. En tant que description du monde, elle reste cependant un concept métaphysique, puisqu'elle qualifie l'étant en sa totalité (selon Heidegger et Müller-Lauter), ce que Nietzsche formule ainsi :

« L’essence la plus intime de l’être est la volonté de puissance. »

Tout étant est donc pour Nietzsche Volonté de puissance, et il n'y a d'être qu'en tant que Volonté de puissance. Dans cette perspective, le monde est un ensemble de volontés de puissance, une multitude. Cette description générale du devenir pose cependant une difficulté jugée fondamentale pour la compréhension de la volonté de puissance : la volonté de puissance est-elle le devenir ou son essence ? La difficulté soulevée par cette question est que, dans la mesure où Nietzsche paraît décrire une structure interne, la volonté de puissance semble devoir être comprise de manière essentialiste ; or, un tel essentialisme reconduirait la division entre un monde phénoménal et un arrière-monde à laquelle Nietzsche s'oppose explicitement.
Mais une telle compréhension exclut toute recherche d'un inconditionné derrière le monde, et de cause derrière les êtres (« fondement », « substance ») : car c'est en tant que nous interprétons que nous concevons le monde comme Volonté de puissance. L'énoncé sur l'essence doit être rapporté à une forme de perspectivisme pour éviter de faire de la Volonté de puissance une substance ou un être. Ceci suppose que d'autres interprétations sont possibles. Mais, tout en refusant un dogmatisme de l'être, Nietzsche refuse également le relativisme qui pourrait découler de sa thèse du perspectivisme de la Volonté de puissance : celle-ci est en effet également un critère de la valeur, de la hiérarchie même des valeurs
Voir aussi : Lexique de Friedrich Nietzsche.

### Pathos et structure
Pour Nietzsche, la volonté de puissance possède donc un double aspect : elle est un pathos fondamental et une structure.
Aussi une volonté de puissance peut-elle s'analyser comme une relation interne d'un conflit, comme structure intime d'un devenir, et non seulement comme le déploiement d'une puissance : Le nom précis pour cette réalité serait la volonté de puissance ainsi désigné d'après sa structure interne et non à partir de sa nature protéiforme, insaisissable, fluide. La volonté de puissance est ainsi la relation interne qui structure un jeu de forces (une force ne pouvant être conçue en dehors d'une relation). De ce fait, elle n'est ni un être, ni un devenir, mais ce que Nietzsche nomme un pathos fondamental, pathos qui n'est jamais fixe (ce n'est pas une essence), et qui par ce caractère fluide peut être défini par une direction de la puissance, soit dans le sens de la croissance soit dans le sens de la décroissance. Ce pathos, dans le monde organique, s'exprime par une hiérarchie d'instincts, de pulsions et d'affects, qui forment une perspective interprétative d'où se déploie la puissance et qui se traduit par exemple par des pensées et des jugements de valeur correspondants.

### La Volonté de puissance comme interprétation
Pensée par Nietzsche comme la qualité fondamentale d'un devenir, la Volonté de puissance permet d'en saisir la structure (ou type), et, partant, d'en décrire la perspective. En ce sens, la Volonté de puissance n'est pas un concept métaphysique mais un instrument interprétatif (selon Jean Granier, contre l'interprétation de Heidegger). Dès lors, pour Nietzsche, il s'agit de déterminer ce qui est interprété, qui interprète et comment.

#### Le corps comme fil conducteur
Nietzsche prend pour point de départ de son interprétation le monde qu'il considère comme nous étant donné et le mieux connu, à savoir le corps. Il prend ainsi, jusqu'à un certain point, le contre-pied de Descartes, pour qui notre esprit (notre réalité pensante) nous est le mieux connu. Toutefois, l'idée de Nietzsche n'est pas totalement opposée à la pensée cartésienne, puisque selon lui nous ne connaissons rien d'autre que le monde de nos sentiments et de nos représentations, ce qui peut se comparer à l'intuition de notre subjectivité chez Descartes. Ainsi le corps n'est-il pas pour Nietzsche en premier lieu le corps objet de la connaissance scientifique, mais le corps vécu : notre conception de l'être est une abstraction de notre rythme physiologique.
Toute connaissance, comme Kant l'avait déjà établi avant Nietzsche, doit prendre pour point de départ la sensibilité. Mais, au contraire de Kant, Nietzsche tient, comme Arthur Schopenhauer, que les formes de notre appréhension de l'existence relèvent en premier lieu de notre organisation physiologique (et de ses fonctions : nutrition, reproduction), tandis que les fonctions jugées traditionnellement plus élevées (la pensée) n'en sont que des formes dérivées.
Aussi, pour Nietzsche, nous ne pouvons rien connaître autrement que par analogie avec ce qui nous est donné, i.e. que toute connaissance est une reconnaissance, une classification, qui retrouve dans les choses ce que nous y avons mis, et qui reflète notre vie la plus intime (nos pulsions, la manière dont nous sommes affectés par les choses et comment, de là, nous les jugeons). Le monde dans son ensemble, lorsque nous tentons une synthèse de nos connaissances pour le caractériser, n'est jamais que le monde de notre perspective, qui est une perspective vivante, affective. C'est pourquoi Nietzsche peut dire du monde qu'il est Volonté de puissance, dès lors qu'il a justifié que l'homme, en tant qu'organisme, est Volonté de puissance. Pour Nietzsche, nous ne pouvons faire autrement que de projeter cette conception de l'être qui nous appartient du fait que nous vivons, et cela entraîne également pour conséquence que la connaissance est interprétation, puisqu'une connaissance objective signifierait concevoir une connaissance sans un sujet vivant. En conséquence, l'être n'est pas d'abord l'objet d'une quête de vérité, l'être est, pour l'homme, de la manière la plus intime et immédiate, vie ou existence.
À partir de ce perspectivisme, Nietzsche estime que toute science (en tant que schématisation quantitative) est dérivée nécessairement de notre rapport qualitatif au monde, elle en est une simplification, et répond à des besoins vitaux :

« […] nous nous rendons compte de temps en temps, non sans en rire, que c'est précisément la meilleure des sciences qui prétend nous retenir le mieux dans ce monde simplifié, artificiel de part en part, dans ce monde habilement imaginé et falsifié, que nolens volens cette science aime l'erreur, parce qu'elle aussi, la vivante, aime la vie ! »

Dans un premier temps, à l'époque des Considérations inactuelles, Nietzsche avait déduit de ce point de départ que nous ne pouvons comprendre la matière autrement que comme douée de qualités spirituelles, essentiellement la mémoire et la sensibilité, ce qui signifie que nous anthropomorphisons spontanément la nature. Il avait ainsi tenté de dépasser d'un seul coup le matérialisme et le spiritualisme qui opposent tous deux la matière et la conscience d'une manière qui demeure inexpliquée. Or, Nietzsche supprimait ici le problème, en posant "l'esprit" comme matière. Avec le développement de la notion de Volonté de puissance, Nietzsche ne rompt pas avec cette première thèse de sa jeunesse, puisque les qualités attribuées à cette puissance sont généralisables à l'ensemble de ce qui existe ; de ce fait, Nietzsche suppose que l'inorganique pourrait posséder, comme toute vie, sensibilité et conscience, du moins dans un état plus primitif. Cette thèse peut faire penser à la conception antique (aristotélicienne et stoïcienne) de la nature, qui fait naître un être plus complexe d'un état antérieur (par exemple, l'âme-psychè naît de la physis en en conservant les qualités).

#### Interprétation, apparence et réalité
Cette méthode interprétative implique une réflexion de fond à propos des concepts traditionnels de réalité et d'apparence. En effet, puisque Nietzsche s'en tient à un strict sensualisme (qui nécessite toutefois une interprétation), la réalité devient l'apparence, l'apparence est la réalité : « Je ne pose donc pas "l'apparence" en opposition à la "réalité", au contraire, je considère que l'apparence, c'est la réalité. »
Mais de ce fait, les concepts métaphysiques de réalité et d'apparence, et leur opposition, se trouvent abolis :

« Nous avons aboli le monde vrai : quel monde restait-il ? Peut-être celui de l'apparence ?… Mais non ! En même temps que le monde vrai, nous avons aussi aboli le monde des apparences ! »

En quoi consiste alors la réalité ? Pour Nietzsche :

« La "réalité" réside dans le retour constant de choses égales, connues, apparentées, dans leur caractère logicisable, dans la croyance qu'ici nous calculons et pouvons supputer. »

Autrement dit, la réalité qui nous est « donnée » est déjà un résultat qui n'apparaît que par une perspective, structure de la volonté de puissance que nous sommes. La pensée de Nietzsche est donc une pensée de la réalité comme interprétation, reposant sur une thèse sensualiste, tout ceci supposant que toute interprétation n'existe qu'en tant que perspective. À partir de cette thèse perspectiviste, la question qui se pose à Nietzsche (comme elle s'était posée à Protagoras, cf. le dialogue de Platon) est de savoir si toutes les perspectives (ou interprétations) se valent. La généalogie vient répondre à cette question.

### Deux usages
Si la Volonté de puissance est appliquée par Nietzsche à l'ensemble de la réalité, elle n'est pas utilisée de manière univoque. Müller-Lauter, qui a étudié l'ensemble des textes qui se rapportent à cette notion, a proposé de regrouper l'ensemble de ces usages d'après l'article qui précède l'expression (« une », « la », « les »). On peut distinguer, en suivant ce commentateur, un usage général et un usage particulier.
Dans un usage général, la « Volonté de puissance » est une expression qui désigne la qualité générale de tout devenir. Elle décrit une manière d'être qui se rencontre en toute vie.
Dans un usage particulier, une volonté de puissance, c'est tel devenir (tel homme par exemple).

## Une notion polémique et programmatique
La Volonté de puissance est un instrument d'interprétation de ce qui est, mais elle doit permettre également de déterminer une échelle de valeurs. Elle est donc aussi le point de départ du projet de Nietzsche de réévaluer les valeurs traditionnelles de la métaphysique par l'adoption d'une perspective nouvelle sur les valeurs humaines produites jusqu'ici. Ceci doit, d'une part, entraîner l'abolition des valeurs idéalistes platonico-chrétiennes, et, d'autre part, entraîner un mouvement antagoniste au développement de l'histoire sous l'influence de Platon, mouvement qui conduirait alors à une réévaluation de la vie.
L'aspect polémique de la Volonté de puissance peut en particulier être spécifiée par l'idée de naturalisation de l'homme et des valeurs morales, c'est-à-dire par l'interprétation du vivant homme comme volonté de puissance porteuse de certaines valeurs opposées aux anciennes valeurs qui supposent que l'homme possède une dimension métaphysique.

### Conceptions du vivant
Par la volonté de puissance, Nietzsche s'oppose à la tradition philosophique depuis Platon, tradition dans laquelle on trouve deux manières de saisir l'essence du vivant : le Conatus, chez Spinoza (le fait de « persévérer dans l'être ») et le vouloir-vivre chez Schopenhauer (Nietzsche fut conquis par la philosophie de Schopenhauer avant de la critiquer). Mais chez Nietzsche, vivre n'est en aucune façon une conservation (« Les physiologistes devraient réfléchir avant de poser que, chez tout être organique, l’instinct de conservation constitue l’instinct cardinal. Un être vivant veut avant tout déployer sa force. La vie même est volonté de puissance, et l’instinct de conservation n’en est qu’une conséquence indirecte et des plus fréquentes » (Nietzsche, Par delà bien et mal, 13)), au contraire, pour lui, se conserver c'est s'affaiblir dans le nihilisme, seul le dépassement de soi (Selbst-Überwindung) de la puissance par la volonté et de la volonté par la puissance est essentiel à la vie et donne son sens à la volonté de puissance.

### En morale
Nietzsche s'oppose également, par cette notion de Volonté de puissance, aux philosophies faisant du bonheur le Bien Suprême, et de sa recherche le but de toute vie, et notamment aux philosophies eudémonistes antiques comme l'épicurisme - qui ne parvenaient pas à expliquer la persistance du mal - en tête. Cette position se retrouve notamment dans cette déclaration :

« il n'est pas vrai que l'homme recherche le plaisir et fuit la douleur : on comprend à quel préjugé illustre je romps ici (…). Le plaisir et la douleur sont des conséquences, des phénomènes concomitants ; ce que veut l'homme, ce que veut la moindre parcelle d'un organisme vivant, c'est un accroissement de puissance. Dans l'effort qu'il fait pour le réaliser, le plaisir et la douleur se succèdent ; à cause de cette volonté, il cherche la résistance, il a besoin de quelque chose qui s'oppose à lui… »

### Libération à l'égard de la métaphysique
Finalement, Nietzsche se propose de modifier par la Volonté de puissance les fondements de toutes les philosophies passées, dont le caractère dogmatique est contraire à son perspectivisme, et de renouveler la question des valeurs que nous attribuons à certaines notions (comme la vérité, le bien) et à notre existence, en posant la question de savoir ce qui fait la valeur propre d'une perspective : quelle est par exemple la valeur de la volonté de vérité ?
La question qui découle pour Nietzsche de cette mise en question est de savoir si l'on peut établir, à la suite de cette critique, une nouvelle hiérarchie des interprétations et sur quelles bases. Nietzsche n'est ainsi pas tant un prophète ou un visionnaire, dont une notion comme la Volonté de puissance serait le message, mais il se comprend lui-même comme le précurseur de philosophes plus libres, tant à l'égard des valeurs morales que des valeurs métaphysiques.

« Ma volonté survient toujours en libératrice et messagère de joie. Vouloir affranchit : telle est la vraie doctrine de la volonté et de la liberté […]. Volonté, c'est ainsi que s'appellent le libérateur et le messager de joie […] que le vouloir devienne non-vouloir, pourtant mes frères vous connaissez cette fable de folie ! Je vous ai conduits loin de ces chansons lorsque je vous ai enseigné : la volonté est créatrice. »

Au-delà de ses aspects critiques, la Volonté de puissance, en tant qu'interprétation de la réalité, a donc des aspects positifs et créateurs, qui se traduiront dans la pensée de l'éternel retour et dans l'aspiration à un état futur de l'homme, le Surhomme.

## Débats et postérité

### Alain
« Aristote dit cette chose étonnante, que le vrai musicien est celui qui se plaît à la musique, et le vrai politique celui qui se plaît à la politique. « Les plaisirs, dit-il, sont les signes des puissances. » Cette parole retentit par la perfection des termes qui nous emportent hors de la doctrine ; et si l'on veut comprendre cet étonnant génie, tant de fois et si vainement renié, c'est ici qu'il faut regarder. Le signe du progrès véritable en toute action est le plaisir qu'on y sait prendre. D'où l'on voit que le travail est la seule chose délicieuse, et qui suffit. J'entends travail libre, effet de puissance à la fois et source de puissance. Encore une fois, non point subir, mais agir. »

### Cioran
Dans le Livre des leurres, Emil Cioran estime que la recherche de la puissance n'est pas première, qu'elle est plus fréquente chez ceux qui n'aiment pas la vie et qu'elle doit être une conséquence de l'hésitation entre la haine et l'amour de la vie.

### Michel Onfray
Michel Onfray, qui souscrit « au concept opératoire nietzschéen de volonté de puissance », ajoute qu'il a « été l'occasion pour Nietzsche d'un immense malentendu pour ne pas avoir été lu comme il l'aurait fallu, à savoir comme un concept ontologique explicatif de la totalité de ce qui est » ; « La volonté de puissance nomme tout ce qui est et contre lequel on ne peut rien faire, sinon savoir, connaître, aimer, vouloir cet état de fait qui nous veut et que l'on ne peut a priori vouloir ». Dans le chapitre « Botanique de la volonté de puissance » de l'ouvrage COSMOS, la biologie d'une plante tropicale, le Sipo Matador (liane tueuse), lui « permet d'envisager ce que signifie cette idée forte du philosophe allemand » ; la plante s'appuie sur un arbre et grimpe jusqu'à la canopée où elle peut profiter de la lumière, souvent elle détruit son tuteur « - le tout par delà le bien et le mal ».

## La volonté de puissance en sciences humaines
(juillet 2016).

### La volonté de puissance en psychologie des profondeurs
Les psychologies des profondeurs ne s'intéressent pas au réel comme la philosophie. Aussi se concentrèrent-elles sur la possibilité d'une motion intime, d'ordre psychologique seulement, quand elles traitèrent de volonté de puissance.

#### Sigmund Freud
Freud préféra se tenir à l'écart du nietzschéisme pour élaborer la psychanalyse, dit-il, encore qu'il soit soupçonné d'accointance, en ce que Nietzsche valorisa le non-intentionnel — pour l'autodépassement de la morale par elle-même (au §32 de Par-delà bien et mal) — de même que Freud traita d'inconscient.

#### Alfred Adler
Alfred Adler, dissident de Freud, l'emploie explicitement en psychologie individuelle. Toutefois, il moralise en suggérant que la volonté de puissance doit être dépassée en sentiment de communauté, car elle compenserait un fatal sentiment d'infériorité propre à tout humain. S'en tenir à la volonté de puissance serait faire un complexe d'infériorité, pathologique — où Nietzsche est donc névrosé.

#### Carl Gustav Jung
Psychologue analytique, autre dissident de Freud, Carl Gustav Jung fit aussi de Nietzsche un névrosé, identifié à son ombre complexuelle. Ainsi psychiatrise-t-il le philosophe plutôt que de le moraliser comme son confrère, tout en rebondissant sur l'indifférenciation psychodynamique de la volonté de puissance et son intensité entéléchique (venant du concept d'entéléchie, état de parfait accomplissement de l'être)[Quoi ?], pour sa description de l'inconscient. Pour Carl Gustav Jung il existe des archétypes, des symboles dans le supraconscient (partie de la psyché (psyché =  la totalité de tous les processus psychiques, conscients comme inconscients) qui est au-delà de l'individu, qui le dépasse ; le synonyme de supraconscient serait inconscient collectif. L'inconscient collectif est partagé par tous les êtres humains et il est constitué d'archétypes, sortes de symboles universels. Exemples : l'archétype du père, de la mère, de la jeunesse, de la vieillesse, du héros, du divin, ...[Quoi ?] qui expriment cette puissance, comme il existe des archétypes de coopération, d'amour...

### La volonté de puissance en sociologie

#### Michel Maffesoli
Maffesoli, dans l'Ombre de Dionysos, y fait référence de loin en loin, au sujet du néo-tribalisme qu'il discerne sociologiquement comme en turgescence : « Dans le combat avec le démon, Stefan Zweig parle, à propos de Nietzsche, d'un démonisme animant leurs œuvres et leur vie. Serait-ce abusif de dire, qu'à certaines époques, un tel démonisme est à l’œuvre dans la société dans son ensemble ? C'est cela même que l'Ombre de Dionysos entend "monstrer". »

## Dans la fiction
Le jeu de stratégie Sid Meier's Alpha Centauri fait référence à la volonté de puissance par le biais d'une technologie de niveau 9 qui porte ce nom. Une citation d'Ainsi parlait Zarathoustra accompagne sa découverte.

### Éditions
- Werke. Kritische Gesamtausgabe : KGW, hg. von Giorgio Colli und Mazzino Montinari. Berlin und New York 1967.
- Sämtliche Werke, Kritische Studienausgabe in 15 Bänden : KSA, hg. von Giorgio Colli und Mazzino Montinari. München und New York 1980.  (ISBN 3-42359-044-0).
- Nietzsche, Fragments posthumes, en XIV tomes (y compris les œuvres publiées) (abréviation : FP), édition Colli et Montinari, traduction Gallimard (édition de référence ; contient un registre des fragments destinés à la Volonté de puissance).

### Études
- Volonté de puissance, bibliographie des archives Goethe-Schiller
- Pierre Montebello, Nietzsche, La Volonté de puissance, Paris, Presses Universitaires de France, 2001.
- Mazzino Montinari, « La Volonté de puissance n'existe pas».
- Wolfgang Müller-Lauter, Physiologie de la Volonté de puissance, traduit de l'allemad par Jeanne Champeaux, Paris, Editions Allia, 1998,  (ISBN 2-911188-86-1).
- Vincent Stanek, Volonté de vie et volonté de puissance, revue numérique Philopsis, Lire en ligne, consulté le 8 juillet 2016.
- Patrick Wotling, Dictionnaire Nietzsche, Ellipses, Paris, 2008
- Martin Heidegger, Nietzsche I, traduction Pierre Klossowski NRF Gallimard 1984  (ISBN 2070278972).
- Martin Heidegger, Nietzsche II, traduction Pierre Klossowski NRF Gallimard 1985  (ISBN 2-07-027898-0).

### Lectures de Nietzsche
- Roux, Wilhelm, Der Kampf der Teile im organismus, Leipzig, 1881.